# Yeah Yeah Yeahs (EP)
Yeah Yeah Yeahs è l'EP di debutto degli Yeah Yeah Yeahs, pubblicato nel 2001 e contenente la famosa canzone Bang!.

## Tracce
1. Bang! – 3:09
2. Mystery Girl – 2:54
3. Art Star – 2:00
4. Miles Away – 2:16
5. Our Time – 3:19

## Formazione
- Karen O - voce
- Nick Zinner - chitarra
- Brian Chase - batteria